# Вопнафьордюр
Вопнафьордюр (исл. Vopnafjörður, исландское произношение: [ˈvɔhpnaˌfjarðarˌfjœrðʏr̥]) — город на северо-востоке Исландии. На 1 января 2011 года население города составляло 668 человек.

## Достопримечательности
Город наиболее известен благодаря двум рекам, Хофсау и Селау, в которых обитает много лосося, а также красивыми ландшафтами нетронутой природы. Город привлек внимание многих знаменитых людей, таких как Чарльз, принц Уэльский, Джордж Буш Старший, Джек Никлаус, Королева Паола и другие.
У Вопнафьордюра есть свой аэропорт с постоянными рейсами в Акюрейри по будням. В городе есть средняя школа, детский сад, филиал исландского банка Landsbanki, больница и церковь Вопнафьярдаркиркья. Большинство взрослых жителей Вопнафьордюра работают на фабрике самой большой исландской рыбной компании HB Grandi и нескольких рыбоперерабатывающих заводах других компаний.
Город также известен тем, что именно отсюда происходит большая часть исландских эмигрантов в Северную Америку (Канаду и США).

## История
Миф из древней исландской саги рассказывает историю мореплавателя, который много лет назад приплыл в Исландию. Когда он доплыл до Вопнафьордюра, он увидел большого дракона, охранявшего бухту и уничтожавшего всех своим огнём. За драконом следовало огромное количество различных ящериц и насекомых.
Дракон был одним из четырёх мифических существ Ландвайттир, стражей Исландии. Он стал символом Вопнафьордюра и изображён на Гербе Исландии.